# Ahu Türkpençe
Ahu Türkpençe (Samsun, 2 de janeiro de 1977) é uma atriz turca de teatro, cinema e televisão. Na temporada de teatro 2009-2010, ela foi eleita melhor atriz em Istambul.